# Nisída Falkonéra
Nisída Falkonéra är en ö i Grekland.   Den ligger i regionen Attika, i den sydöstra delen av landet, 130 km söder om huvudstaden Aten.